# Лазарь (Абашидзе)
Архимандри́т Ла́зарь (груз. არქიმანდრიტი ლაზარე, в миру Михаи́л Петро́вич Абаши́дзе-Десимон, груз. მიხაილ პეტრეს ძე აბაშიძე-დესიმონ; 23 июля 1959, Гагра — 17 августа 2018, гора Кармил, Грузия) — священнослужитель Грузинской православной церкви (архимандрит), иконописец, духовный писатель, публицист, основатель монастыря Воскресения Христова.

## Биография
Родился 23 июля 1959 года в городе Гагра, Грузия. Получил светское образование.
В 1984 году ушёл в Монастырь Бетания, Грузия. Там, благодаря современным святым, архимандриту Иоанну (Майсурадзе) и схиархимандриту Иоанну (Мхеидзе) (канонизированы Грузинской Православной Церковью в 2003 году), которые «работали в собственном монастыре экскурсоводами», скрывая подвиг поста и молитвы, со второй половины XX века, установилась сосредоточенная молитвенная монашеская жизнь. Этот монастырь стал первым мужским монастырем, который разрешили открыть в советское время в 1978 году.
Постригся в монахи в 1986 году. Возродил школу Грузинской иконописи. Его иконы находятся в Светицховели, Сионском соборе, Бетании и во многих других храмах Грузии. В 1990 году расписал церковь святой грузинской царицы Тамары в монастыре Бетания, там же высек на камне Крещение Иисуса Христа.
В монастыре Бетания возведен в сан архимандрита (игуменом Бетании он был до 1997 г.).
Занимая непримиримую позицию в отношении экуменизма, стал в 1997 году одним из тех настоятелей монастырей и монашествующих, которые написали грузинскому Католикосу-Патриарху Илие II послание с требованием выйти из экуменического Всемирного совета Церквей. В 1997 году Католикос-Патриарх Илия II постановил выйти из ВСЦ.
Архимандрит Лазарь преставился 17 августа 2018 года в возрасте 59 лет, после двух лет борьбы с тяжёлой болезнью. Похоронен на земле созданного им монастыря Воскресения Христова на горе Кармил. (Грузия).

## Писательская деятельность и взгляды
Архимандрит Лазарь был автором множества душеполезных книг и статей, написанных для наших современников. Книги «Грех и покаяние последних времен», «О тайных недугах души» и «Душе, отягощенной духом уныния» обращены к церковным людям, живущим в миру. Книги «О монашестве», «Бетания, дом бедности», «Мучение любви, келейные записки» рассказывают о непростом монашеском пути в современном мире. Многие его книги, в частности, «Грех и покаяние последних времен: О тайных недугах души», многократно переиздавались и переводились на другие языки.
Неоднократно выступал с обличением блуда, оккультизма, индуизма, йоги, кунфу, рок-музыки, наркомании и др.

## Книги
- О тайных недугах души / Архим. Лазарь. — М. : Сретенский монастырь : Изд-во Моск. подворья Свято-Успенского Псково-Печерчого монастыря, 1995. — 187, [1] с.; 21 см.
- Таинство исповеди : О грехах явных и тайных недугах души / Сост. архимандрит Лазарь. — М. : Родник ; Печоры : Свято-Успен. Псково-Печер. монастырь, 1995. — 399, [1] с.; 24 см см.; ISBN 5-86231-132-7 (Родник)
- Грех и покаяние последних времен. — М. : Московское подворье Свято-Успенского Псково-Печерского монастыря, 1995. — 110, [2] с.; 21 см.
  - Грех и покаяние последних времен. — М. : Моск. подворье Свято-Успенского Псково-Печерского монастыря, 1997. — 110, [2] с.; 21 см.
  - Грех и покаяние последних времен : О тайных недугах души / Архим. Лазарь. — М. : Сретенский монастырь, 2000. — 415, [1] с.; 21 см.
  - Грех и покаяние последних времен : О тайных недугах души / Архим. Лазарь. — М. : Сретенский монастырь, 2001. — 415, [1] с.; 21 см.
  - Грех и покаяние последних времен : О тайных недугах души / Архимандрит Лазарь. — М. : Сретенский монастырь, 2002. — 415, [1] с.; 21 см.
  - Грех и покаяние последних времен ; О тайных недугах души / Архимандрит Лазарь. — М. : Сретен. монастырь, 2003 (Тип. АО Молодая гвардия). — 415, [1] с.; 21 см; ISBN 5-7533-0262-9 (в пер.)
  - Грех и покаяние последних времен ; О тайных недугах души / архим. Лазарь (Абашидзе). — Москва : Изд-во Сретенского монастыря, 2007. — 558, [1] с.; 17 см; ISBN 978-5-7533-0070-6 (В пер.)
  - Грех и покаяние последних времен; архимандрит Лазарь (Абашидзе). — 4-е изд. — Москва : Изд-во Сретенского монастыря, 2010. — 558, [1] с.; 17 см; ISBN 978-5-7533-0425-4
  - Грех и покаяние последних времен ; О тайных недугах души / архимандрит Лазарь (Абашидзе). — 5-е изд. — Москва : Изд-во Сретенского монастыря, 2011. — 558, [1] с.; 17 см; ISBN 978-5-7533-0677-7
  - Грех и покаяние последних времен ; О тайных недугах души / Архимандрит Лазарь (Абашидзе). — 6-е изд. — Москва : Изд-во Сретенского монастыря, 2015. — 558, [1] с.; 17 см; ISBN 978-5-7533-0984-6
- Ангелу Лаодикийской церкви / Архим. Лазарь. — М. : Сретенский монастырь, 1998. — 47,[1] с.; 21 см.
  - Ангелу Лаодикийской церкви / Архим. Лазарь. — М. : Сретенский монастырь, 1999. — 47, [1] с.; 21 см.
- Бетания — «Дом бедности» : [История монастыря / Архим. Лазарь (Абашидзе). — М. : Изд-во Моск. подворья Свято-Троиц. Сергиевой лавры, 1998. — 108 с. : ил.; 17 см; ISBN 5-7789-0040-6 : Б. ц.
- О монашестве / Архим. Лазарь. — М. : Изд-во Моск. подворья Свято-Успен. Псково-Печер. монастыря, 1998. — 47, [1] с. : ил.; 21 см.
- Пасха без креста, или Ещё раз об экуменизме / Архим. Лазарь (Абашидзе). — М. : Изд-во Моск. подворья Св.-Троиц. Сергиевой лавры, 1998. — 38,[1] с.; 20 см; ISBN 5-7789-0048-1 : Б. ц.
- Грех Адамов : Возможно ли спасение некрещеных младенцев?]. — М. : Изд-во им. Святителя Игнатия Ставропольского, 2001. — 333, [3] с.; 21 см.
- Новые дороги в ад: рок-музыка и наркомания / Архимандрит Лазарь. — М. : Развитие духовности, культуры и науки : Аксиос, 2003 (Тип. АО Мол. гвардия). — 30 с.; 17 см. — (Азбука православия. Г. Грехи).; ISBN 5-94872-018-7 (в обл.)
- Новые дороги в ад: восточные культы / Архимандрит Лазарь. — М. : Развитие духовности, культуры и науки : Аксиос, 2003 (Тип. АО Мол. гвардия). — 31 с.; 17 см. — (Азбука православия. Г. Грехи).; ISBN 5-94872-020-9 (в обл.)
- Мучение любви : келейные записки / Архимандрит Лазарь (Абашидзе). — Саратов : Изд-во Саратовской епархии, 2005. — 319 с. : ил.; 21 см; ISBN 5-98599-018-4
  - Мучение любви : келейные записки / архим. Лазарь (Абашидзе). — Саратов : Изд-во Саратовской епархии, 2006. — 319 с.; 21 см; ISBN 5-98599-026-5 (В пер.)
- Голос заботливого предостережения : учение о послушании святителя Игнатия, епископа Кавказского, в свете аскетического опыта святых отцов последних веков / Архимандрит Лазарь (Абашидзе). — Саратов : Изд-во Саратовской Епархии, 2010. — 302, [1] с.; 20 см; ISBN 978-5-98599-069-0
- Горе миру от соблазнов. — Москва : Духовное преображение, 2015. — 94, [1] с.; 20 см; ISBN 978-5-00-059051-5 : 30000 экз.

## Статьи
- არქიმანდრიტი «ბეთანია-სახლი სიგლახაკისა» // რანი ვართ ქართველნი?!. — 1997. — № 4. — გვ. 18-23.
- Год в Бетании.(о монашеском пути)
- грехе блуда
- Меч обоюдоострый
- Под сенью креста Христова (о единоспасительности Православия)
- КЛЮЧ, ОТВОРЯЮЩИЙ ВНУТРЕННЮЮ ЖИЗНЬ
- АРХИМАНДРИТ ЛАЗАРЬ (АБАШИДЗЕ): «АНТИХРИСТ ЗАХОДИТ В ГРУЗИЮ»